# كينيث سولا
كينيث سولا (بالنرويجية البوكمول: Kenneth Sola)‏ هو لاعب كرة قدم نرويجي في مركز الدفاع، ولد في 25 أغسطس 1985 في ستافانغر في النرويج. لعب مع نادي شايد ونادي فيكينغ.

## وصلات خارجية
- كينيث سولا على موقع قاعدة بيانات كرة القدم.إي يو (الإنجليزية)
- كينيث سولا على موقع Soccerway.com (الإنجليزية)